# Phaps chalcoptera
Phaps chalcoptera là một loài chim trong họ Columbidae.